# عباس‌آباد (کنگاور)
عباس‌آباد (کنگاور)، روستایی از توابع بخش مرکزی شهرستان کنگاور در استان کرمانشاه ایران است.

## جمعیت
این روستا در دهستان کرماجان قرار دارد و براساس سرشماری مرکز آمار ایران در سال ۱۳۸۵، جمعیت آن ۴۵۵ نفر (۱۰۲خانوار) بوده‌است.